# Янтарное (Донецкая область)
Янтарное (укр. Янтарне) — посёлок в Покровском районе Донецкой области Украины.
Население по переписи 2001 года составляло 148 человек. Почтовый индекс — 85611. Телефонный код — 6278. Код КОАТУУ — 1423381507.
В ходе боёв за Курахово в январе 2025 года село захвачено Вооружёнными силами РФ.

## Местный совет
85611, Донецька обл., Мар’їнський р-н, с-ще Дачне, вул.Логвиненко,1а[обновить данные]